# Кирсантьевский сельсовет
Кирсантьевский сельсовет - сельское поселение в Мотыгинском районе Красноярского края.
Административный центр — посёлок Кирсантьево.

## История
Статус и границы сельского поселения определены Законом Красноярского края от 25 февраля 2005 года «Об установлении границ и наделении соответствующим статусом муниципального образования Мотыгинский район и находящихся в его границах иных муниципальных образований»

## Население
| 2010 | 2012 | 2013 | 2014 | 2015 | 2016 | 2017 |
| ---- | ---- | ---- | ---- | ---- | ---- | ---- |
| 370  | ↘346 | ↗351 | ↗355 | ↗358 | ↘350 | ↘347 |

## Состав сельского поселения
В состав сельского поселения входит один населённый пункт — посёлок Кирсантьево.

## Местное самоуправление
Кирсантьевский сельский Совет депутатов
Дата избрания: 14.09.2015. Срок полномочий: 5 лет. Количество депутатов:  7
Глава муниципального образования
- Козырь Николай Владиславович. Дата избрания: 14.09.2015. Срок полномочий: 5 лет